# مثلث أرجواني

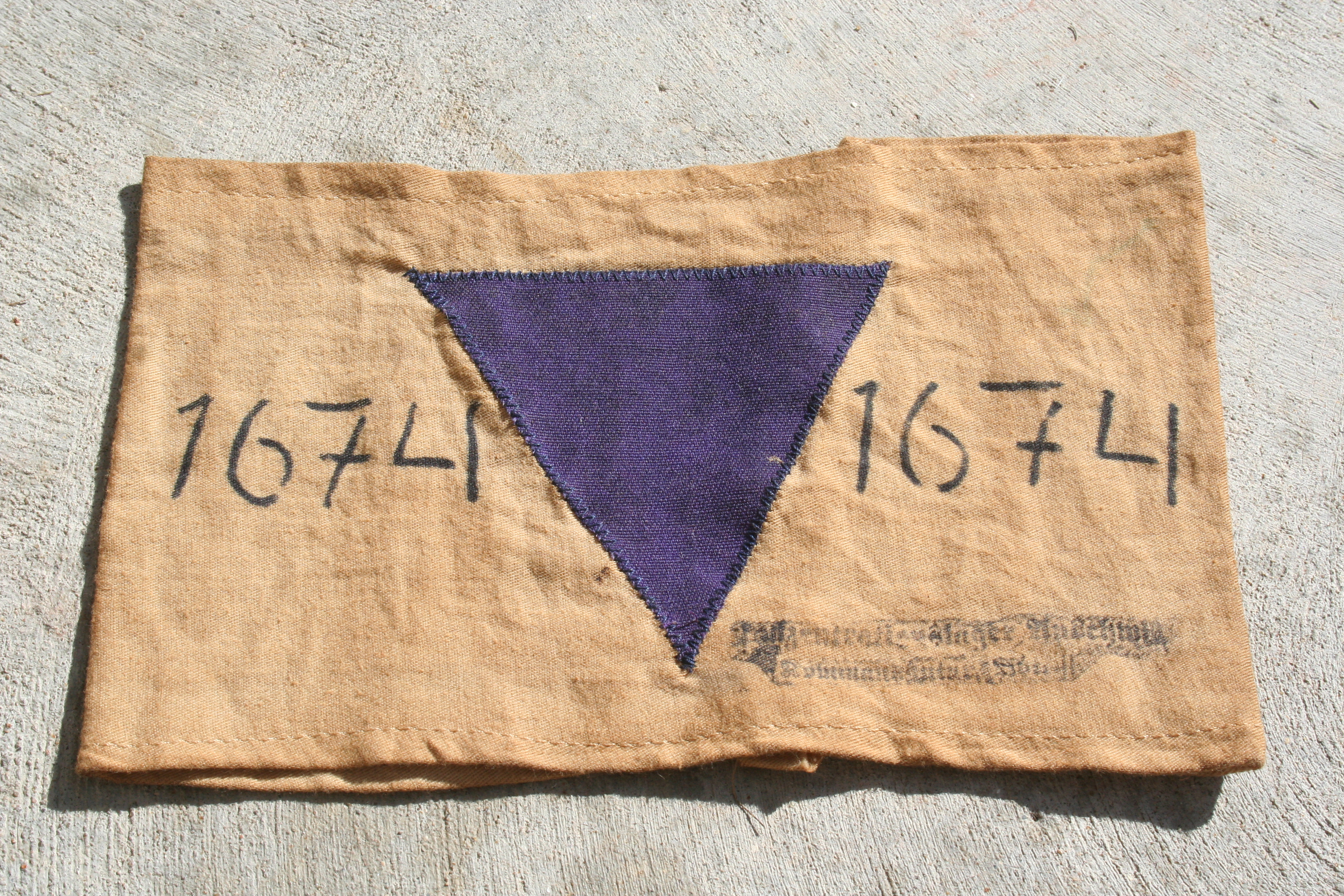
مثلث أرجواني

المثلث الأرجواني هو شارة معسكر اعتقال استخدمها النازيون للتعرف على Bibelforscher (اسم شهود يهوه في ذلك الوقت) في ألمانيا النازية. تم البدء باستخدام المثلث الأرجواني في يوليو 1936 بمعسكرات الاعتقال الأخرى مثل معسكرات داكاو وبوخنفالد في عامي 1937 و1938. في شتاء 1935-1936، قبل بدء الحرب، شكل شهود يهوه ما يقرب من 20-40 ٪ من السجناء في معسكرات الاعتقال. على الرغم من أن شهود يهوه كانوا يشكلون الغالبية العظمى من أولئك الذين يرتدون المثلث الأرجواني (أكثر من 99 ٪)، إلا أنه تم تضمين عدد قليل من أعضاء الجماعات الدينية الصغيرة.

## خلفية
دخل شهود يهوه في صراع مع النظام النازي لأنهم رفضوا أداء التحية النازية، معتقدين أنها تتعارض مع معتقداتهم بأن العبادة والوفاء بالولاء ليهوه فقط والقيام بخلاف ذلك ستكون خيانة. لأن رفض استخدام تحية هتلر كان يعتبر جريمة، تم اعتقالهم، وتم طرد أطفالهم الذين يرتادون المدرسة، واحتُجزوا وفُصلوا عن عائلاتهم. عندما جعلت ألمانيا التجنيد العسكري إلزامياً، تعرضوا للاضطهاد لأنهم رفضوا حمل السلاح. كونهم محايدين سياسياً ورفضوا التصويت في الانتخابات.
بناءً على قوانين نورمبرغ، كان أولئك الذين تم تصنيفهم أيضًا على أنهم من أصل يهودي يرتدون شارة تشتمل على مثلث أرجواني مركب على مثلث أصفر (مثل شكل نجمة داوود).